# Association Films Plans-Fixes
L'association Films Plans-Fixes est une association suisse à but non lucratif ayant pour objectif la réalisation de portraits filmés de personnalités connues ou non de Suisse romande majoritairement. Les films ont pour particularité d'être réalisés en cinq plans fixes tournés sans reprises ni coupures, en un seul lieu et en une seule journée. Ils durent 50 minutes. Les originaux sont déposés au Centre d'archivage de la cinémathèque suisse dans un but de conservation de ce patrimoine audiovisuel.

## Repères chronologiques
1. 1977 : débuts de la collection de portraits filmés
2. 1979 : création de l'Association Films Plans-Fixes
3. 2007 : présence au festival Visions du réel
4. 2009 : réalisation du 250e film
5. 2010 : passage au numérique
6. 2011 : création d'une banque de données

## Origine de la collection
La collection des Films Plans-Fixes est née du constat fait en 1977 par le journaliste et homme de radio Michel Bory qu'il n'existait aucun portrait filmé de Charles Ferdinand Ramuz, dont on préparait alors le centième anniversaire de la naissance (1878),. Il en parle à Nag Ansorge et Jean Mayerat et ils décident de créer une collection audiovisuelle d'entretiens filmés de personnalités de Suisse romande. Les premiers films réalisés - les portraits de Constantin Regamey, compositeur et orientaliste, Georges Simenon, écrivain, Gaston Teuscher, artiste, Jacob Sumi, paysan du Col des Mosses, Philippe Jaccottet, poète, Jenny Humbert-Droz, militante politique, Marie Métrailler, tisserande d'Evolène - rencontrent un réel intérêt du public. D'une part ils ont constitué le début d'une véritable collection de portraits filmés et, d'autre part, ont démontré qu'il était nécessaire de créer une association pour donner un cadre à ce qui était initialement une entreprise amicale. Le 12 octobre 1979, sous l'égide de Bertil Galland et grâce à l'initiative du Syndic d'Yverdon-les-Bains, Pierre Duvoisin, l'Association Films Plans-Fixes est fondée. Bertil Galland en est le premier président. Lui succéderont Jean Mayerat (1984-1989), Catherine Seylaz-Dubuis (1989-2003), Janine Massard (2003-2007), Olivier Pavillon (2007-2011),  Jean Tschopp (depuis 2011).

## Concept
La collection explore la diversité du tissu social et les richesses intellectuelles de la Suisse romande, pour l'essentiel. Pour assurer un bon rythme de production, il est décidé de réduire au minimum raisonnable le coût de chaque film. Un concept simple et épuré s'impose : un tournage en une seule journée, en un seul lieu, en noir/blanc, sur pellicule 16 mm, sans reprises ni coupures. L'absence de plans illustratifs permet de concentrer l'attention du spectateur sur un visage, une voix, le récit d'une vie. Ces contraintes (particulièrement d'ordre financier) contribuent à créer une esthétique simple, sobre et cohérente, qui privilégie le point de vue de la personne sujet du film. Pour les premiers portraits, les durées de prises de vue sont variables oscillant entre 20 minutes (Georges Simenon), 40 minutes (Roland Béguelin) et 50 minutes (Dr. Oscar Forel).  Au milieu des années 1980, la durée se stabilise autour de 55 minutes. Dès 2010, en raison de l'évolution technologique du cinéma et notamment de la disparition de la pellicule 16 mm noir/blanc, les films de l'association Films Plans-Fixes sont tournés en numérique.

## Fonctionnement et réalisation cinématographique
Interlocuteur dans de nombreux films, Michel Bory se retire à la fin 1980. L'éditeur et journaliste Bertil Galland lui succède tout en assumant la présidence de l'association. De 1984 à 1989, Jean Mayerat, en véritable homme-orchestre, assure la prise de vues de la plupart des films en même temps qu'il devient président de l'association. Le développement de la collection atteint alors un rythme de croisière. La prise de vue est principalement confiée à Olivier Frei et à Jean Mayerat, tandis que Nag Ansorge assure la prise de son et le montage. Fin des années quatre-vingt, une nouvelle équipe de réalisation se constitue : Willy Rohrbach, chef opérateur et cinéaste et Pierre-André Luthy ingénieur du son prennent le relais. À l'automne 1995, face à la lourdeur des tâches générales de production engendrées par la réalisation de près de sept films par an en moyenne (contacts avec les personnalités pressenties pour être sujet d'un portrait, choix de l'interlocuteur et recherche des financements), l'association décide d'engager un(e) secrétaire général(e). Michèle Deschenaux endosse cette responsabilité de 1995 à 2009, date à laquelle Alexandre Mejenski la remplace. Le comité de l'association joue un rôle-clef dans la gestion de cette PME que sont les Films Plans-Fixes. Il a pour tâche de choisir les personnes qui feront l'objet d'un portrait filmé, que ce soit sur la base de propositions émises par des membres du comité  ou de l'association ou par toute personne extérieure à celle-ci. Il s'efforce d'opérer ses choix en fonction de divers équilibres (hommes-femmes, professions libérales-métiers artisanaux ou industriels, différentes régions de Suisse romande), ambitions difficiles à concrétiser car nécessitant de constants réajustements. Pour réunir les financements nécessaires au tournage d'un film, l'association bénéficie le plus souvent du soutien de fondations culturelles, des communes, villes ou cantons de résidence de l'interviewé ainsi que de l'apport souvent décisif de la Loterie Romande et de Cinéforom.

## Conservation et diffusion du patrimoine audiovisuel constitué
Avec ses quelque 280 portraits filmés réalisés depuis 1977, la vocation patrimoniale de l'association Films Plans-Fixes s'est affirmée au fil des années. Consciente des dégradations éventuelles dues à l'usure du temps, l'association a dès ses débuts déposé l'entier de sa collection à la Cinémathèque suisse afin d'obtenir une conservation sûre des pellicules de ses films. Les masters numériques réalisés depuis l'abandon de la pellicule continuent d'être versés à la Cinémathèque suisse avec laquelle une collaboration s'est instaurée sur la délicate question de la conservation du numérique. Depuis une dizaine d'années l'Association Films Plans-Fixes poursuit avec l'aide de la Loterie Romande et de Memoriav, une politique de restauration systématique du son et de l'image des films les plus anciens qu'il a fallu remixer et numériser, afin de les transférer sur DVD.

## Banque de données accessible en ligne de tous les films réalisés
En 2009, consciente du caractère particulier de la collection, l'association a décidé de lancer un vaste travail d'indexation du contenu des portraits réalisés, travail effectué sous l'égide de l'association "Une mémoire suisse romande" ainsi qu'avec l'appui actif des professeurs Maria Tortajada, Daniel Maggetti et François Vallotton de l'Université de Lausanne ainsi que des appuis de l'EPFL pour la numérisation. Ce travail d'indexation a permis la mise en ligne d'une base de données détaillant le contenu de chaque film, facilitant la mise en relation des informations contenues dans les trois centaines d'heures d'entretiens filmés.  Réalisée sur la base d'un découpage thématique par segments, la base de données ainsi réalisée permet d'effectuer des recherches par mots-clés contrôlés ou en texte libre. Elle offre en outre la possibilité de visionner soit les fragments réunis par l'interrogation, soit la totalité d'un film.

## Sources bibliographiques
- description des Fonds video Plans-Fixes sur le site memobase.ch
- Olivier Pavillon, "Un visage, une voix, une vie", la collection de films Plans-Fixes, 280 portraits suisses romands en 35 ans. In: Arbido (Berne) 2013, 1, p. 43-45.
- Myriam Benichou, Gaëlle Delavy, Brigitte Steudler, "Valorisation d'un patrimoine audiovisuel, la collection des films Plans-Fixes accessible en ligne". In Patrimoine numérique, numérisation du patrimoine. Lausanne, RéseauPatrimoines, 2012

(Documents RéseauPatrimoineS ; No 13)
- Michelle Deschenaux, "Plans-Fixes : arrêt sur image d'un concept original". In: RéseauPatrimoineS a dix ans, Association pour le patrimoine naturel et culturel du canton de Vaud. Lausanne, RéseauPatrimoineS, 2008, p. 85-86.

(Documents / RéseauPatrimoineS ; No 10)
- Portraits de face, regards croisés sur la Collection Plans-Fixes publiés sous la direction de Catherine Seylaz-Dubuis. Lausanne, Payot, 2002

Ouvrage édité afin de commémorer le 200e film de la Collection Films Plans-Fixes rassemblant des contributions de Mary Anna Barbey, Paul Beaud, Roland Cosandey, Bertil Galland, François Gross, Gianni Haver, Catherine Seylaz-Dubuis et Micheline Willener. 